# Легуве, Габриэль Мари
Габриэ́ль-Мари́ Жан-Бати́ст Легуве́ (фр. Gabriel-Marie Jean-Baptiste Legouvé; 23 июня 1764, Париж — 30 августа 1812, Париж) — французский поэт, член французской академии. Отец прозаика и драматурга Эрнеста Легуве (1807—1903).

## Творчество
Автор нескольких драм и трагедий: «La mort d’Abel», «Epicharis», «Quintus Fabius», «Etéocle» и др., имевших успех на сцене. Сборник стихотворений «Essais de deux amis» издан вместе с другом его Жаном-Луи Лайа (1786).
В 1801 году вышла в свет лучшая поэма Легуве «Mérite des Femmes», имевшая громадный успех и выдержавшая в короткое время 40 изданий. Она воспевала самоотверженную преданность служанки графа Ланжюине, в течение 18 месяцев скрывавшей его после декрета 2 июня 1793 года об аресте жирондистов.